# Webquest

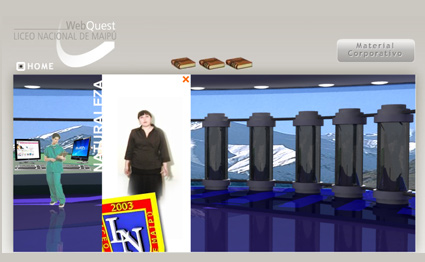

Een webquest (soms naar het Nederlands vertaald als webkwestie; in het Engels meestal WebQuest) is een activerende en interactieve lesvorm. Een webquest is een onderzoeksgerichte opdracht waarbij de informatie, in ieder geval voor een flink deel, afkomstig is uit bronnen op internet. In 1995 ontwikkelde Bernie Dodge, professor aan de San Diego State University in Amerika, het WebQuest-idee. Hij zocht met zijn studenten een manier om in het onderwijs op een interessante wijze gebruik te maken van internet. Zijn idee was gebaseerd op de ideeën van onderwijskundige dr. Robert J. Marzano.
In Nederland zijn WebQuests vooral bekend geworden toen John Demmers een project begon genaamd WebKwestie. Dit project was gebaseerd op het Amerikaanse project WebQuest.

## Hoe ziet een webquest eruit?
Iedere webquest bestaat uit zeven onderdelen volgens een vaste indeling en volgorde:
- 1.	Inleiding (introduction)
- 2.	Opdracht (task)
- 3.	Werkwijze (process)
- 4.	Informatiebronnen (resources)
- 5.	Beoordelingsschema (evaluation)
- 6.	Terugblik (conclusion)
- 7.	Leerkracht (teacherpage)

De leerlingen moeten aan de slag met een vraagstelling; het eindresultaat kan variëren van werkstuk of website tot een maquette. Webquests bestaan voor alle vakken en voor alle leerjaren, zowel voor de basisschool als voor het voortgezet onderwijs. Ze kunnen elke gewenste lengte hebben. Informatiebronnen kunnen ook contactgegevens zijn van deskundigen, of niet-digitale bronnen.
Iedere docent kan in principe zelf webquests aanmaken over elk gewenst onderwerp. Handleidingen hiervoor zijn op verscheidene plaatsen op het internet te vinden.

## Rollen
Een belangrijk aspect aan webquests, dat hen onderscheidt van simpelweg 'informatie zoeken op internet' is het feit dat elke leerling in een groepje een bepaalde rol aanneemt. Eén persoon is bijvoorbeeld een wetenschapper, de tweede een journalist en een derde vertegenwoordigt het bedrijfsleven - maar ook rollen als boswachter of striptekenaar zijn mogelijk.
Door deze constructie zijn de leerlingen van elkaar afhankelijk om hun verhaal compleet te krijgen, net zoals ze dat later in de beroepspraktijk zullen ervaren.

## Een webquest maken
Voor leraren die zelf een webkwestie willen aanmaken bestaat er een eenvoudig open-bron programma.
Met het programma eXe kan elke leraar, zelfs zonder voorkennis van html, via eenvoudige leereenheden een mooie webquest aanmaken.
Voorbeeld van een oude webquest waarvan de links helaas niet meer werken, maar die wel een beeld geeft van hoe een webquest eruit kan zien (gemaakt met eXe): Webkwestie water